# Otto Friedrich (Maler)

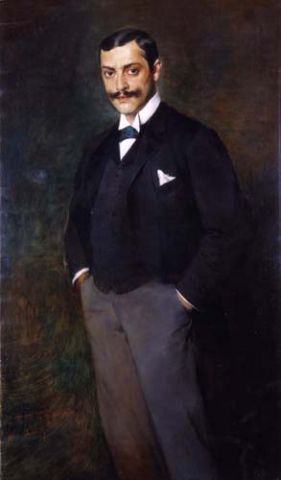
Philip Alexius de László: Otto Friedrich, Öl auf Leinwand, 1890

Otto Friedrich (* 2. Juli 1862 in Győr, Ungarn; † 11. April 1937 in Wien) war ein österreichischer Maler des Jugendstils.

## Leben
Friedrich studierte an der Wiener Akademie der bildenden Künste bei August Eisenmenger und Carl Müller sowie an der Münchener Akademie bei Wilhelm von Lindenschmidt. In den Jahren von 1891 bis 1894 unternahm er ausgedehnte Studienreisen, ehe er sich 1896 dauerhaft in Wien niederließ. Hier gehörte er 1897 zu den Gründungsmitgliedern der Wiener Secession. Er war auch Schriftleiter von deren Zeitschrift Ver Sacrum. Beruflich war Otto Friedrich Lehrer an der Wiener Frauenakademie.
Otto Friedrich ist ein heute nur mehr wenig bekannter Künstler des Wiener Jugendstils. Er schuf vor allem Landschaftsbilder und Porträts.

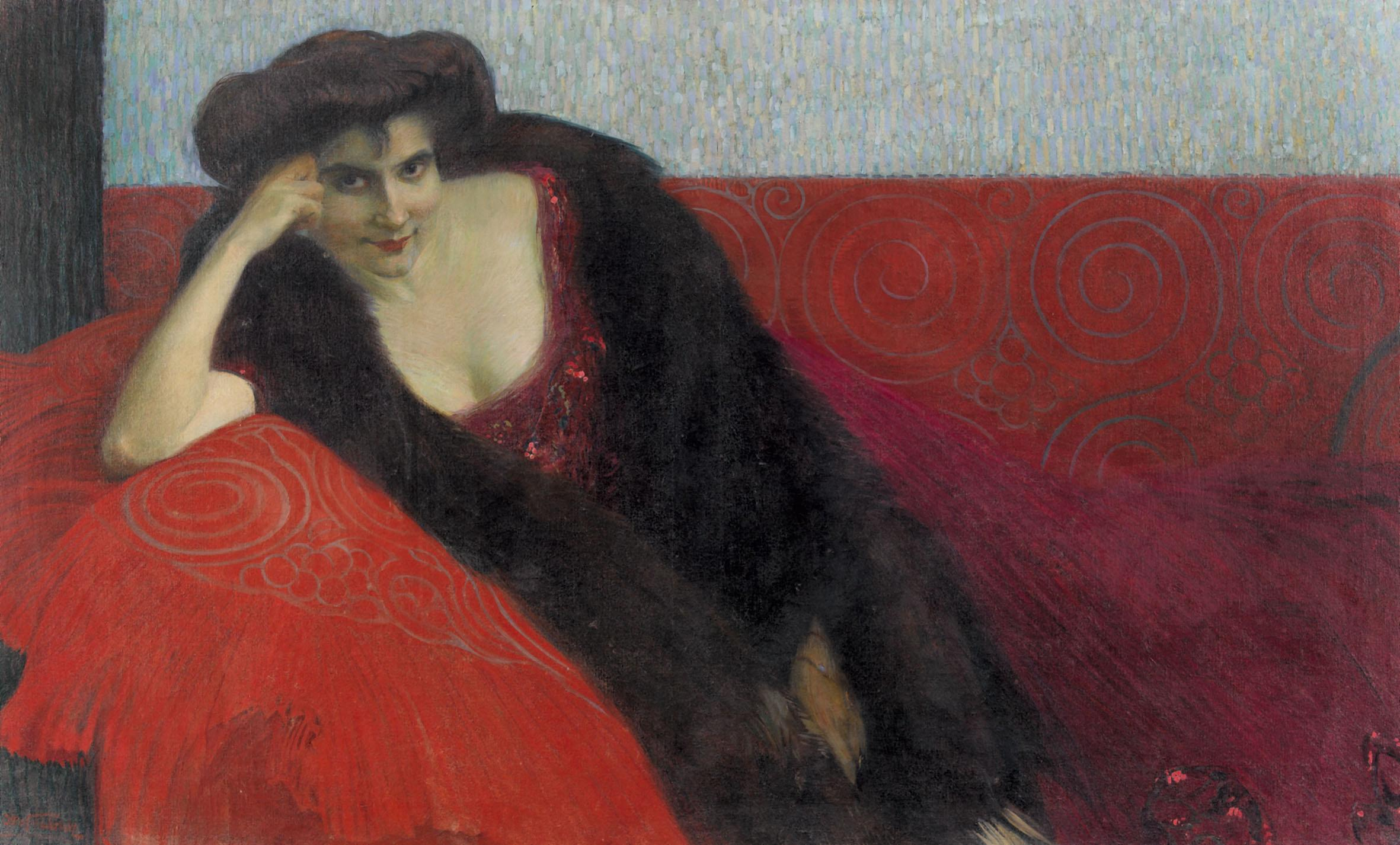
Dame in Roth, 1909

## Werke
- Bildnis Elsa Galafrés (Wien, Österreichische Galerie Belvedere, Inv. Nr. 898), 1908, Öl auf Leinwand, 100 × 100 cm
- Dame in Roth (Schweiz, Privatbesitz), 1909, Öl auf Leinwand 87,5 × 146 cm (34,5 × 57,5 in.)

## Weblink
| Personendaten    | Personendaten          |
| ---------------- | ---------------------- |
| NAME             | Friedrich, Otto        |
| KURZBESCHREIBUNG | österreichischer Maler |
| GEBURTSDATUM     | 2. Juli 1862           |
| GEBURTSORT       | Győr                   |
| STERBEDATUM      | 11. April 1937         |
| STERBEORT        | Wien                   |